# Haaren
Haaren este o comună și o localitate în provincia Brabantul de Nord, Țările de Jos.

## Localități
Biezenmortel, Esch, Haaren, Helvoirt.